# Paleopoliploidija
Paleopoliploidija je rezultat dupliranja genoma do koje je došlo pre najmanje nekoliko miliona godina. Takav događaj može bilo da duplira genom jedne vrste (autopoliploidija) ili da kombinuje dve vrste (alopoliploidija). Usled funkcione suvišnosti, geni brzo bivaju onesposobljeni ili izgubljeni iz dupliranog genoma. Većina paleopoliploida je tokom evoludije izgubila svoj poliploidni status putem procesa diploidizacije, i trenutno se smatra diploidima (npr. pekarski kvasac, Arabidopsis thaliana, i potencijalno ljudi).
Paleopoliploidija je ekstenzivno izučavana kod biljnih rodova. Utvrđeno je da su skoro sve cvetajuće bilje prošle kroz bar jedan krug dupliranja genoma tokom svoje evolucione istorije. Drevna dupliranja genoma su takođe nađena kod ranih predaka kičmenjaka (što obuhvata ljudske rodove) i još jedno u blizini nastanka košljoriba. Evidencija sugeriše da je pekarski kvasac (Saccharomyces cerevisiae), koji ima kompaktan genom, doživeo poliploidizaciju tokom svoje evolucione istorije.
Termin mesopoliploid se ponekad koristi za vrste koje su prošle kroz multiplikaciju celokupnog genoma (dupliranje celog genoma, tripliranje celog genoma, etc.) u skorijoj istoriji, kao što je zadnjih 17 miliona godina.

## Literatura
- Adams KL, Wendel JF (2005). „Polyploidy and genome evolution in plants”. Curr. Opin. Plant Biol. 8 (2): 135—41. PMID 15752992. doi:10.1016/j.pbi.2005.01.001.
- Cui, L.; Wall, P. K.; Leebens-Mack JH;  . (2006). „Widespread genome duplications throughout the history of flowering plants”. Genome Res. 16 (6): 738—49. PMC 1479859 . PMID 16702410. doi:10.1101/gr.4825606.
- Wolfe KH (2001). „Yesterday's polyploids and the mystery of diploidization”. Nat. Rev. Genet. 2 (5): 333—41. PMID 11331899. doi:10.1038/35072009.
- Blanc G, Wolfe KH (2004). „Widespread paleopolyploidy in model plant species inferred from age distributions of duplicate genes”. Plant Cell. 16 (7): 1667—78. PMC 514152 . PMID 15208399. doi:10.1105/tpc.021345.
- Blanc G, Wolfe KH (2004). „Functional divergence of duplicated genes formed by polyploidy during Arabidopsis evolution”. Plant Cell. 16 (7): 1679—91. PMC 514153 . PMID 15208398. doi:10.1105/tpc.021410.
- Comai, L. (2005). „The advantages and disadvantages of being polyploid”. Nat. Rev. Genet. 6 (11): 836—46. PMID 16304599. doi:10.1038/nrg1711.
- Otto SP, Whitton J (2000). „Polyploid incidence and evolution”. Annu. Rev. Genet. 34: 401—437. PMID 11092833. doi:10.1146/annurev.genet.34.1.401.
- Makalowski, W. (2001). „Are we polyploids? A brief history of one hypothesis”. Genome Res. 11 (5): 667—70. PMID 11337465. doi:10.1101/gr.188801.
- Kellis M, Birren BW, Lander ES (2004). „Proof and evolutionary analysis of ancient genome duplication in the yeast Saccharomyces cerevisiae”. Nature. 428 (6983): 617—24. Bibcode:2004Natur.428..617K. PMID 15004568. doi:10.1038/nature02424.